# International
 For alternative betydninger, se International (flertydig). (Se også artikler, som begynder med International)
International er et mellemfolkeligt begreb, et udtryk anvendt i forbindelse med indbyrdes forhold mellem  lande og stater, forretningsimperier som opererer  i flere lande og verdensorganisationer som eksempelvis de Forenede Nationer.
| Samfund | Spire Denne samfundsartikel er en spire som bør udbygges. Du er velkommen til at hjælpe Wikipedia ved at udvide den. |